# Canutus Joannis Trelogius
Canutus Joannis Trelogius (Trälod), född 1514, död 1616, var en svensk präst.

## Biografi
Canutus Trelogius föddes 1514 och blev 1552 kyrkoherde i Ringarums församling. Han skrev 1593 under på Uppsala mötes beslut och 19 februari 1594 på prästerskapets obligation och försäkring. Trelogius avled 1616.

### Familj
Trelogius var gift och fick barnen domprosten Johannes Canuti (1559–1603) i Linköpings församling och Anna Trelogius som var gift med kyrkoherden Petrus Magni i Ringarums församling.